# خبز الخفيق
خبز الخفيق هو خبز مصنوع عجينة خبز تكون خفيقًا. ومن المعروف أنه سهل التحضير. خبز الخفيق غذاء أساسي في جنوب أمريكة. يُخبز من طحين القمح أو الذرة أو كليهما.  من أنواع الخبز المخفوق المعروفة خبز الذرة والفطائر المحلاة.